# Zanthoxylum riedelianum
Zanthoxylum riedelianum là một loài thực vật có hoa trong họ Cửu lý hương. Loài này được Engl. miêu tả khoa học đầu tiên năm 1874.